# Район Сетаґая
35°38′47.75″ пн. ш. 139°39′11.71″ сх. д. / 35.6465972° пн. ш. 139.6532528° сх. д.
Райо́н Сетаґа́я (яп. 世田谷区, せたがやく, МФА: [setagajaʲi ku̥], «Сетаґайський район») — особливий район в японській столиці Токіо.

## Географія
Площа району Сетаґая на 1 жовтня 2008 становила близько 58,08 км².

## Населення
Населення району Сетаґая на 1 липня 2011 становило близько 881 137 осіб. Густота населення становила 15 171,1 осіб/км².

## Галерея

Розташування